# Petite-table-sois-mise, l'Âne-à-l'or et Gourdin-sors-du-sac

Petite-table-sois-mise, l'Âne-à-l'or et Gourdin-sors-du-sac ou, plus simplement, La Petite Table, l'Âne et le Bâton (en allemand : Tischchen deck dich, Goldesel und Knüppel aus dem Sack) est un conte populaire allemand qui figure parmi ceux recueillis par les frères Grimm dans le premier volume de Contes de l'enfance et du foyer (Kinder- und Hausmärchen, 1812, no KHM 36).

## Versions
La version recueillie par les frères Grimm vient de Hesse. Le Conte de l'ogre, premier conte de la première journée du Pentamerone de Giambattista Basile, en constitue cependant une version primitive, dans laquelle les trois frères ne sont qu'un seul personnage, un nigaud au service d'un « ogre » qui, lorsque le nigaud veut rentrer chez sa mère, lui donne successivement les trois objets magiques.

## Résumé

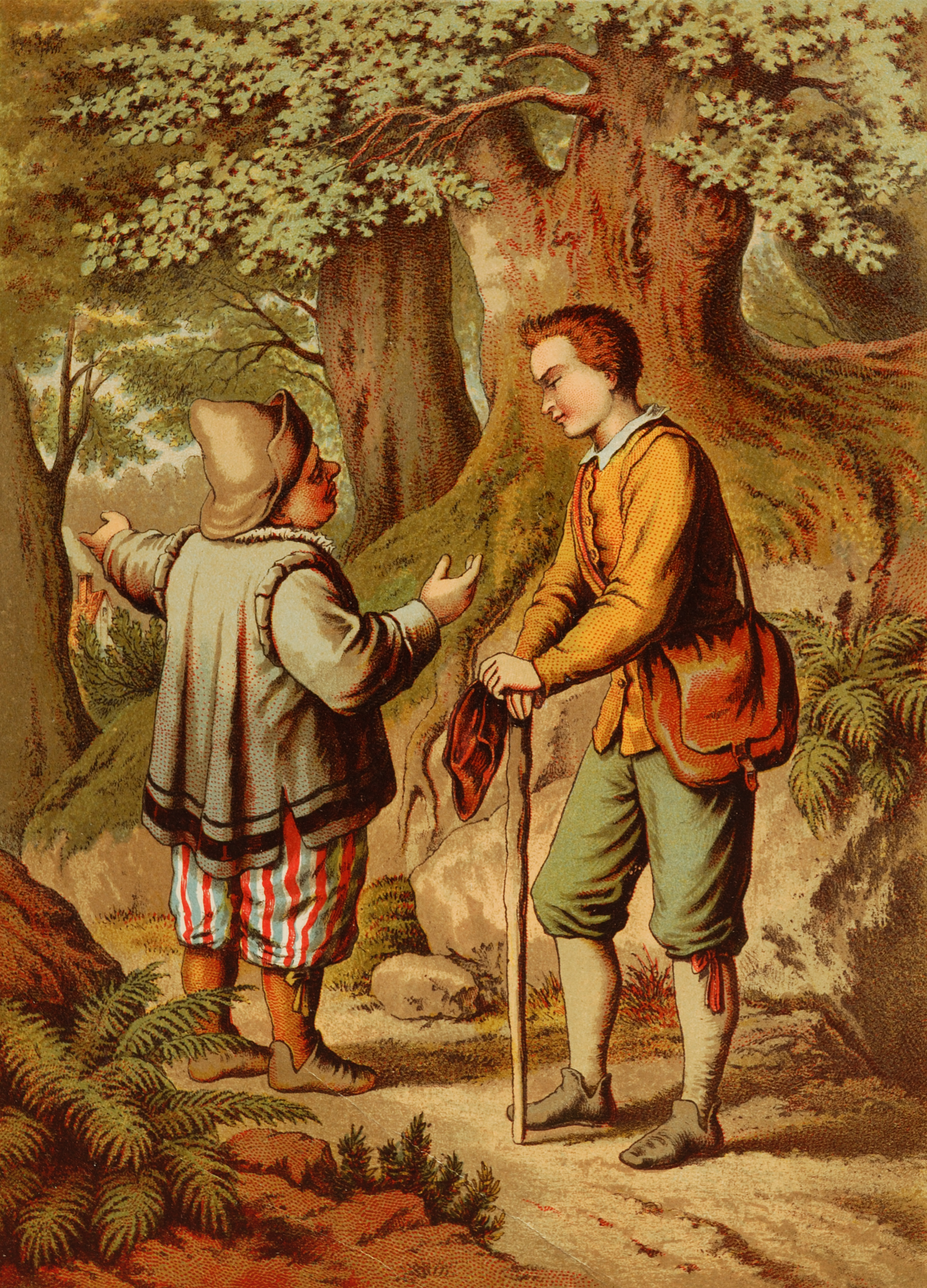
Illustration de Heinrich Leutemann ou Carl Offterdinger, extraite de Mein erstes Märchenbuch, Stuttgart, Wilh. Effenberger, [fin du XIXe siècle].

Un tailleur a trois fils et une seule chèvre qui les nourrit tous de son lait. La chèvre doit dès lors être bien traitée, et les fils se relayent chaque jour pour l'emmener paître. Le fils aîné la conduit aux abords du cimetière, où l'herbe est bien tendre. À la fin de la journée, il demande à la chèvre si elle est bien repue. La chèvre dit que oui et ils s'en retournent chez eux. De retour à la maison, la chèvre, cependant, dit au tailleur qu'elle n'a rien eu à manger. Alors, le tailleur, fou de rage, traite son fils aîné de menteur et le chasse de chez lui en le frappant avec son aune. Le lendemain, le deuxième fils emmène la chèvre le long d'une haie, car l'herbe y est bien tendre. À la fin de la journée, il demande à la chèvre si elle a bien mangé. La chèvre exprime son contentement et ils s'en retournent chez eux. De retour à la maison, la chèvre, de nouveau, dit au tailleur qu'elle n'a rien eu à se mettre sous la dent. Alors, le tailleur chasse son deuxième fils de la même manière que le premier. Le jour suivant, c'est au tour du benjamin, qui conduit la chèvre là où se trouvent des taillis au feuillage bien tendre. De nouveau la chèvre admet avoir bien mangé mais, de retour chez le tailleur, elle dit à celui-ci qu'elle a le ventre vide. Le père rosse et chasse son troisième fils et il se retrouve seul avec sa chèvre, qu'il emmène bientôt lui-même paître dans les vertes haies et les buissons de ronce. À la fin de la journée, il interroge la chèvre qui lui dit être rassasiée mais, avant d'être revenu à la maison, il l'interroge une nouvelle fois, et la chèvre dit qu'elle n'a rien eu à brouter. Le père, alors, se rend compte qu'il a commis une injustice en chassant ses trois fils. Pour punir l'animal, il lui rase la tête, et la chasse à coups de fouet.
Le fils aîné est apprenti menuisier et, à la fin de son apprentissage, son maître lui offre une petite table qui, lorsqu'on lui dit « Petite table sois mise ! », se garnit d'une nappe avec tout le couvert nécessaire, des plats alléchants et un grand verre de vin. Avec sa table magique, le jeune homme court le monde sans avoir de soucis à se faire concernant sa nourriture, puis lui vient l'envie de revenir chez son père. Avant cela, il passe par une auberge dans laquelle, imprudemment, il montre les propriétés de sa table. L'aubergiste profite de la nuit pour échanger la petite table contre une autre, qui lui ressemble mais n'a rien de magique. Plus tard, le jeune homme arrive chez son père et veut montrer sa table à toute la famille. Quand il ordonne à la table « Petite table sois mise ! », comme rien ne se passe, il se rend compte de la supercherie. Les invités se moquent de lui, et le jeune homme quitte son père et part se mettre au service d'un autre maître-menuisier.

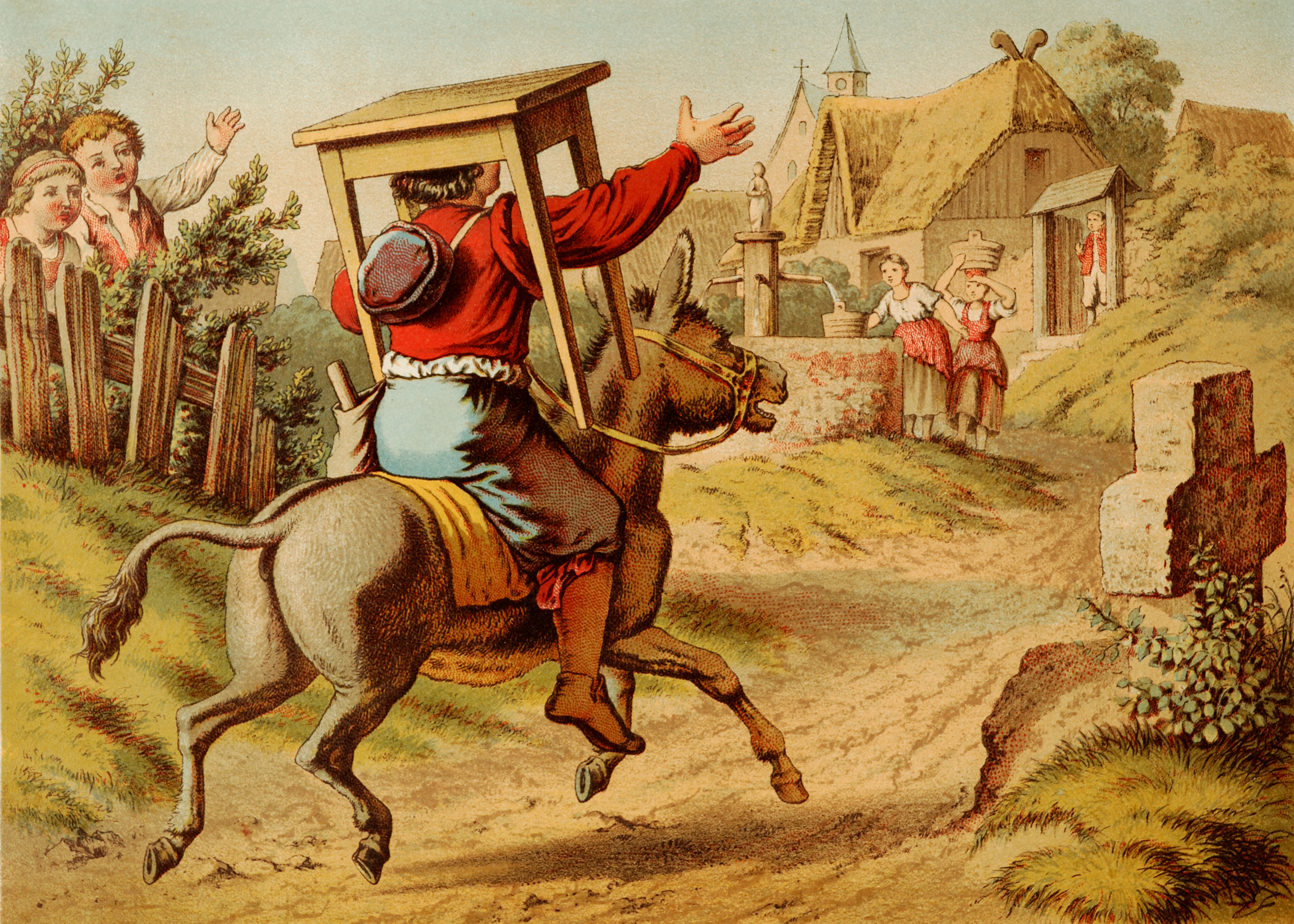
Le troisième fils rentre chez son père avec la table, l'âne et le gourdin. Illustration de Heinrich Leutemann ou Carl Offterdinger, [fin du XIXe siècle].

Le deuxième fils est apprenti meunier et, à la fin de son apprentissage, son maître lui offre un âne qui, lorsqu'on lui dit « Briquelebritte ! » produit de l'or par devant et par derrière. Le jeune homme parcourt le monde puis décide de rentrer chez son père. Il passe par la même auberge que son aîné, et l'aubergiste échange son âne contre un autre. Chez son père, la famille est conviée à assister au prodige mais, bien sûr, l'âne ne produit que ce qu'il est naturel qu'un âne produise. Le père présente ses excuses à la famille, et le fils s'en va se mettre au service d'un autre maître-meunier.
Le troisième fils est apprenti tourneur. Il reçoit une lettre de ses frères qui lui racontent ce qui s'est passé chez l'aubergiste. À la fin de son apprentissage, il reçoit un gourdin dans un sac qui, en cas de mauvaise rencontre, lorsqu'on lui dit « Gourdin, sors du sac ! », surgit et frappe la personne mal-intentionnée jusqu'à ce qu'elle demande grâce. Il suffit ensuite de dire « Gourdin, dans le sac ! » pour que le gourdin disparaisse. Le jeune homme arrive ainsi dans l'auberge où ses deux frères ont été roulés. Il parle d'une petite table et d'un âne magique, ainsi que du trésor qu'il garde dans son sac, ce qui éveille la curiosité et la convoitise de l'aubergiste, qui pense que le sac contient des pierres précieuses. La nuit, celui-ci se rend dans la chambre du jeune homme pour subtiliser le sac. Le jeune homme fait surgir le gourdin, qui roue de coups le voleur. Celui-ci promet finalement de restituer la petite table et l'âne, et le jeune homme fait disparaître le gourdin.

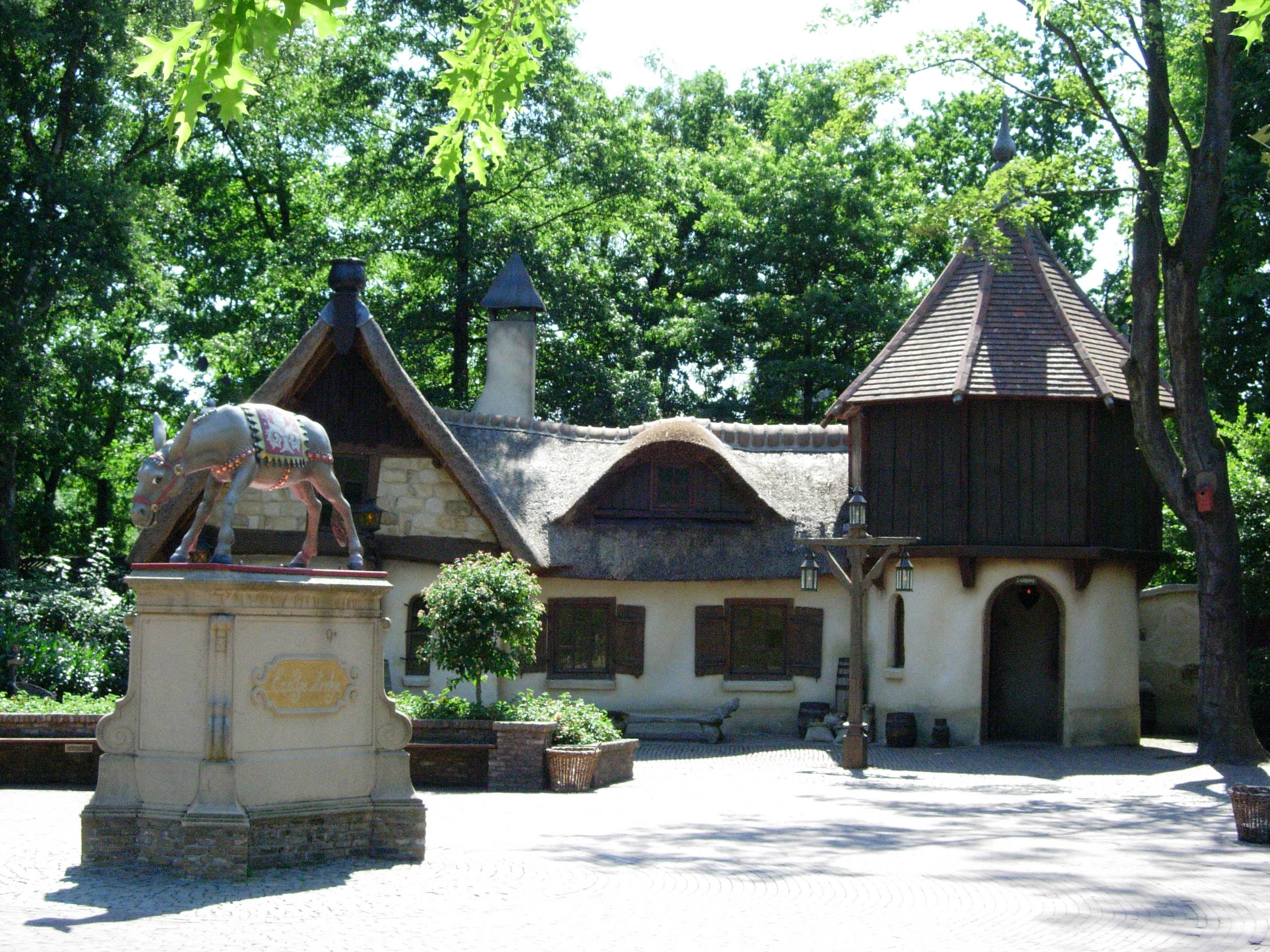
Représentation de Petite-table-sois-mise, l'Âne-à-l'or et Gourdin-sors-du-sac, Bois des contes, Efteling

Le lendemain matin, le jeune homme revient chez son père avec table, âne et gourdin. Il raconte à son père qu'il est à présent tourneur et qu'il a rapporté un gourdin de son compagnonnage, ce que le père juge assez peu remarquable. Le fils lui en explique les propriétés et, aussi, comment il a pu récupérer la table et l'âne dont ses frères lui avaient parlé. Le père, peu convaincu, invite malgré tout toute la famille, les deux autres fils y compris, à se réunir une nouvelle fois. L'âne produit une pluie d'or et la table leur offre un festin comme jamais ils n'en avaient connu. Le tailleur peut alors ranger son aiguille et son fil, son aune et son fer à repasser, et vivre heureux avec ses fils.
La chèvre, à l'origine de toute l'histoire, honteuse de son crâne chauve, s'est cachée dans le terrier d'un renard. Le renard, en rentrant chez lui, voit deux yeux étinceler dans l'obscurité, prend peur et fuit. Il rencontre un ours. L'ours va jeter un coup d'œil dans le terrier et, à son tour, est effrayé par le regard de braise et fuit. L'ours rencontre une abeille. Elle lui parle et part en direction du terrier. L'abeille entre dans le terrier et pique deux fois la chèvre sur son crâne chauve. La chèvre, en hurlant, se rue alors hors du trou, et personne ne sait ce qu'elle est devenue après cela.

## Classification
Dans la classification des contes-types d'Aarne et Thompson, Petite-table-sois-mise, l'Âne-à-l'or et Gourdin-sors-du-sac est rangé dans les contes de type AT 563, « La Table, l'Âne et le Bâton ». Le début de l'histoire est de type AT 212, « La Chèvre menteuse ».

## Analogies et commentaires
Ce conte-type apparaît dans le folklore de nombreux pays. On peut mentionner par exemple pour la Bretagne le conte intitulé Norouâs (Noroît), publié par Paul Sébillot. Françoise Morvan note qu'il s'agit d'« une des plus belles versions du conte-type 563 jamais recueillies sur le territoire français » (en l'occurrence, auprès d'un mousse de 13 ans). Sébillot en a recueilli au moins douze versions, alors que le conte est peu présent dans la collecte de Luzel.